# Sabanejewia
Sabanejewia, numite popular câre,  este un gen de pești dulcicoli, bentonici, de talie mică din familia cobitidele (Cobitidae), reofili, din apele curgătoare din estul și sudul Europei, Caucaz, nordul Italiei, bazinul caspic, bazinul aralic, Irak și Iran. Genul Sabanejewia a fost numit în cinstea ihtiologului rus Leonid Pavlovici Sabaneev (Леонид Павлович Сабанеев, 1844-1898).

## Descrierea
Au o talia mică. Corpul este alungit, gros, moderat sau puternic comprimat lateral. Capul este comprimat lateral, mai ales în partea superioară. Ochii mici, apropiați. Pedunculul caudal poartă o creastă adipoasă dorsală sau ventrală. Gura inferioară, mai mult sau mai puțin semilunară. Buzele cărnoase. Buza inferioară lobată, cu doi lobi rotunjiți, netezi sau lobați, fără lob mental asemănător unei perechi suplimentare de mustăți ventrale. În jurul gurii au totdeauna 3 perechi de mustăți: una la vârful botului, a doua pe falca superioară, a treia la colțurile gurii (aceasta este cea mai lungă). Extremitatea posterioară a etmoidului e transformată într-un spin suborbitar, situat sub ochi,  care este ascuțit, mobil, bifid (rar simplu). Porțiunea anterioară a capului mobilă față de restul capului. Dorsala scurtă, situată la mijlocul corpului deasupra sau puțin înaintea ventralelor. Anala scurtă. Caudala trunchiată, ușor emarginată sau ușor scobită, cu 14 radii lungi, excepțional 13 sau 15.  Pectoralele au poziție orizontală. Linia laterală scurtă. Corpul este acoperit de solzi mărunți, cicloizi, de formă variabilă; la unele specii solzii sunt imbricați, la altele neimbricați și înfipți în piele. Capul fără solzi. Zona focală (centrală) a solzilor este mare sau redusă. Culoarea fundamentală deschisă, adesea albă. Pe linia mediană a spatelui o serie de pete dorsale metamerice. Pe laturile corpului pete laterale mărunte cu o dispoziție foarte variabilă:  fie sunt dispuse neregulat (Sabanejewia caucasica) sau în serii longitudinale regulate (Sabanejewia caspia, Sabanejewia larvata), fie sunt pete regulate, dispuse metameric și separate de petele dorsale printr-o zonă unică de pete mărunte și punctuații (Sabanejewia aurata, Sabanejewia romanica); niciodată pigmentația laterală nu constă ca la Cobitis din 4 zone longitudinale distincte. Între petele dorsale și cele laterale există o singură zonă pigmentară. La baza caudalei se află 2 pete brune, una superioară, alta inferioară, de formă variabilă; niciodată o pată neagră intens (genul Cobitis are o pată verticală neagră la baza caudalei). Dimorfismul sexual pronunțat. Masculii sunt doar puțin mai mici decât femelele, fără solz Canestrini (la genul Cobitis masculii au un solz Canestrini (lamina circularis) pe a doua radie îngroșată a pectoralei); corpul masculului are două îngroșări puternice laterale înaintea dorsalei, separate de o sugrumătură; aceste umflături apar doar la atingerea maturității sexuale și sunt mai evidente în epoca de reproducere. Dinții faringieni puțin numeroși, dispuși pe un rând. Orificiul branhial îngust, membranele branhiale atașându-se de istm, care e lat. Vezica cu aer divizată în două camere : una anterioară simplă sau bilobată, închisă într-o capsulă osoasă, și o cameră posterioară liberă, care este redusă.

## Taxonomia
Au fost descrise circa 20 de specii și subspecii. În prezent sunt recunoscute numai 10 specii. În Europa șapte specii răspândite în principal în Balcani și estul Europei.
1. Sabanejewia aurata (Filippi, 1863) - în bazinul sudic al Mării Caspice (Armenia, Azerbaidjan, Georgia, Iran, Turcia, Turkmenistan)
2. Sabanejewia balcanica (Karaman, 1922) -  în afluenții Dunării și bazinul Mării Egee - râul Marița, Galikos,  Pineios (Albania, Austria, Bosnia și Herțegovina, Bulgaria, Croația, Republica Cehă, Grecia, Ungaria, Macedonia, Republica Moldova, Muntenegru, Polonia, România, Serbia, Slovacia, Slovenia, Turcia, Ucraina)
3. Sabanejewia baltica Witkowski, 1994 - în bazinul Mării Baltice - în râurile Oder și Vistula, și în bazinul Mării Negre - Nistru, Nipru și Don (Belarus, Germania, Republica Moldova, Polonia, Slovacia, Ucraina)
4. Sabanejewia bulgarica (Drensky, 1928) - Dunărea de la Bratislava până la vărsare. Tisa de la confluența cu Someșul în aval (Bulgaria, Croația, Ungaria, Republica Moldova, România, Serbia, Ucraina)
5. Sabanejewia caspia (Eichwald, 1838) - în bazinul caspic (Georgia, Iran, Kazahstan, Turcia)
6. Sabanejewia caucasica (Berg, 1906) - în bazinul caspic (Azerbaidjan, Iran, Federația Rusă, Turkmenistan)
7. Sabanejewia kubanica Vasil'eva & Vasil'ev, 1988 - în bazinul Kubanului din Transcaucazia (Federația Rusă).
8. Sabanejewia larvata (Filippi, 1859) - în Italia nordică
9. Sabanejewia romanica (Bacescu, 1943) - în România - în afluenții sudici ai Mureșului, de la Sebeș până la Cerna hunedoreană, rîul Topolnița, bazinul Jiului, Oltului, Vedei și Argeșului.
10. Sabanejewia vallachica (Nalbant, 1957) - în România - în bazinele Ialomiței, Buzăului și Siretului (cursul inferior)

## Specii din România
În România trăiesc 4 specii:
1. Sabanejewia romanica (Cobitis romanica Băcescu 1943) = Nisiparnița, Nisipariță
2. Sabanejewia balcanica (Cobitis aurata balcanica Karaman 1922, Sabanejewia aurata balcanica Karaman, 1932) = Câră balcanică, Câră răsăriteană
3. Sabanejewia vallachica (Cobitis aurata vallachica Nalbant 1957, Sabanejewia aurata vallachica Nalbant, 1957) = Câră
4. Sabanejewia bulgarica (Cobitis aurata bulgarica Drensky 1928, Sabanejewia aurata bulgarica Drensky, 1928) = Dunăriță, Dunărința,  Câră bulgărească

Sabanejewia radnensis (Cobitis aurata radnensis Jászfalusi 1951, Sabanejewia aurata radnehsis, Jászfalusi 1951) = Sfârlează, din râul Mureș, este inclusă în prezent în  specia Sabanejewia balcanica

## Specii din Republica Moldova
În Republica Moldova sunt cunoscute 3 specii:
- Sabanejewia bulgarica (Drensky, 1928) = Câră bulgărească
- Sabanejewia balcanica (Karaman, 1922) = Râmbița (Câră balcanică)
- Sabanejewia baltica Witkowski, 1994 = Câră baltică